# 소상공인과 농민의 국민중심
소상공인과 농민의 국민중심 (小商工人- 農民- 國民中心, 프랑스어: Centre National des Indépendants et Paysans, 약칭 CNI)는 프랑스의 자유보수주의·보수적 자유주의 성향의 정당이다. 1949년, 농민당·자유공화당·소상공인 국민중심이 합당하여 창당하였다.
CNI는 고전 자유주의와 경제적 자유주의를 기치로 내걸고 좌파와 중도, 그리고 드골주의 우파와 대척점에 서 있다.